# Denis Oswald (Sportfunktionär)

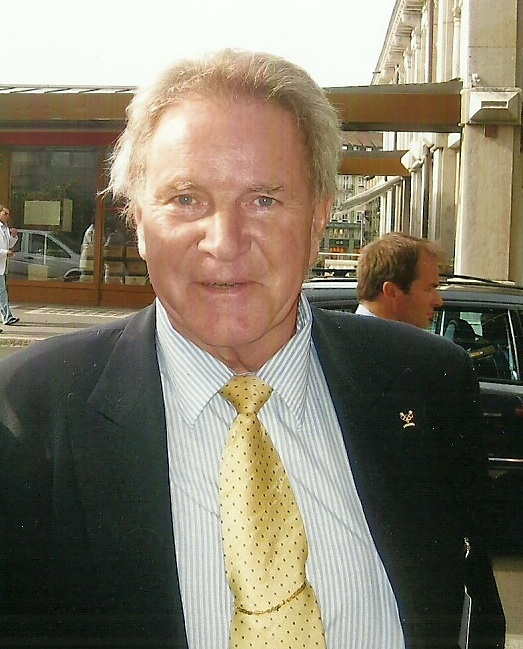
Denis Oswald (2009)

Denis Oswald (* 9. Mai 1947 in Neuchâtel) ist ein Schweizer Sportfunktionär, Jurist und ehemaliger Ruderer. Er war von 1989 bis 2014 Präsident des Weltruderverbandes FISA und wurde im Jahr 1991 Mitglied des IOC.

## Leben und Wirken
Denis Oswald nahm an den Olympischen Sommerspielen 1968 in Mexiko-Stadt teil, als Mitglied des Schweizer Vierers mit Steuermann gewann er die Bronzemedaille. 1972 in München und 1976 in Montréal wurde er im Doppelvierer bzw. im Vierer mit Steuermann jeweils Achter. Mit dem Doppelvierer erreichte er bei den Ruder-Weltmeisterschaften 1974 auf dem Rotsee bei Luzern den vierten Platz. Hinzu kommen 13 Schweizer Meistertitel, davon fünf im Einer.
Oswald studierte Recht an der Universität Neuenburg, der Universität Zürich und der University of Cambridge. 1973 erhielt er die Zulassung als Anwalt, 1977 erhielt er den Doktortitel. Beruflich war er als freier Anwalt, Präsident der Anwaltskammer des Kantons Neuenburg, Richter am Internationalen Sportsgerichtshof und Dozent an der Universität Basel tätig.
Nachdem er während elf Jahren Generalsekretär der FISA gewesen war, wurde er 1989 zu deren Präsidenten gewählt. Von 1976 bis 1991 war er auch Mitglied der Appellationskammer des Schweizerischen Eishockeyverbandes. 1991 wurde er ins IOC gewählt, seit 2000 gehört er dessen Exekutive an. Er war Mitglied der Koordinierungskommission für die Olympischen Sommerspiele 2000 und 2004, seit 2005 präsidiert er die Koordinierungskommission für die Olympischen Sommerspiele 2012.
Im September 2013 kandidierte Oswald neben fünf weiteren Mitbewerbern für das Amt des Präsidenten des Internationalen Olympischen Komitees. Bei der 125. IOC-Session in Buenos Aires wurde allerdings der Deutsche Thomas Bach mit 49 Stimmen im entscheidenden zweiten Wahlgang zum Nachfolger von Jacques Rogge gewählt. Oswald erhielt lediglich fünf Stimmen.
Von Juli 2016 bis Ende 2017 war er Vorsitzender der nach ihm benannten Oswald-Kommission. Diese führte wegen der unter anderem im McLaren-Report vorgebrachten Vorwürfe von systematischen Dopingstrukturen im russischen Sport Ermittlungen gegen 46 russische Sportler, die bei den Olympischen Winterspielen 2014 in Sotschi angetreten waren. Die Kommission sprach insgesamt 43 lebenslange Sperren aus, die jedoch von 42 Spielern beim Internationalen Sportgerichtshof beeinsprucht und grossteils später wieder aufgehoben wurden. Allerdings wurde Russland als Nation für die Olympischen Winterspiele 2018 in Pyeongchang gesperrt; 169 russische Athleten durften unter der olympischen Flagge antreten, während 11 als Ergebnis der Ermittlungen für diese Spiele gesperrt blieben.
Denis Oswald lebt in Peseux. Er ist verheiratet und ist Vater eines Kindes.